# Hiew
Hiew — редактор двоичных файлов, ориентированный на работу с кодом. Имеет встроенный дизассемблер для x86, x86-64 и ARM, ассемблер для x86, x86-64.

## История
Первые версии программы были бесплатными и работали под DOS.
С версии 6.15 программа стала shareware. Для свободного скачивания доступна только демоверсия.
С версии 7.00 выпускается только для Windows. Ранее были версии также для DOS и OS/2.

## Функции программы
- Поддержка форматов исполняемых файлов NE, LX/LE, NLM, PE/PE32+, ELF/ELF64.
- Просмотр и редактирование логических и физических дисков.
- Поиск ассемблерных команд по шаблону.
- Клавиатурные макросы.
- Встроенный 64-битный калькулятор.
- Возможность создавать свои плагины (HEM — Hiew External Module).